# 쓰게역
쓰게역(일본어: 柘植駅, つげえき)은 일본 미에현 이가시에 있는 서일본 여객철도의 철도역이다.

## 이용 가능한 철도 노선
- 간사이 본선
- 구사쓰 선

## 역 구조
단식 승강장 1면 1선과 섬식 승강장 2면 2선, 총 2면 3선을 보유한 지상역이다. 간사이 본선 승강장은 열차 교행이 가능하다. 역사는 단식 1번 승강장 쪽에 있으며, 섬식 형태의 2·3번 승강장은 과선교로 연결되어 있다.

### 승강장
| 1 | ■ 간사이 본선 | 가모 · 나라 방면       |
| 2 | ■ 간사이 본선 | 가메야마 방면          |
| 3 | ■ 구사쓰 선   | 기부카와 · 구사쓰 방면 |

## 역사
- 1890년 2월 19일 - 간사이 철도 미쿠모역 ~ 쓰게 역 구간의 개통에 따라 개업.
- 1907년 10월 1일 - 간사이 철도의 국유화에 따라 국유철도의 역이 되었다.
- 1987년 4월 1일 - 민영화에 따라 서일본 여객철도의 소속이 되었다.

## 인접역
| 서일본 여객철도 간사이 본선 | 서일본 여객철도 간사이 본선 | 서일본 여객철도 간사이 본선 |
| --------------------------- | --------------------------- | --------------------------- |
| 가부토 가메야마 방면        | ■ 간사이 본선 보통          | 신도 가모 방면              |
| 서일본 여객철도 구사쓰 선   |                             |                             |
| 시·종착역                   | ■ 구사쓰 선 보통            | 아부라히 구사쓰 방면        |